# Logiciel d'édition de partitions musicales
 (juin 2024).
Si vous disposez d'ouvrages ou d'articles de référence ou si vous connaissez des sites web de qualité traitant du thème abordé ici, merci de compléter l'article en donnant les références utiles à sa vérifiabilité et en les liant à la section « Notes et références ».

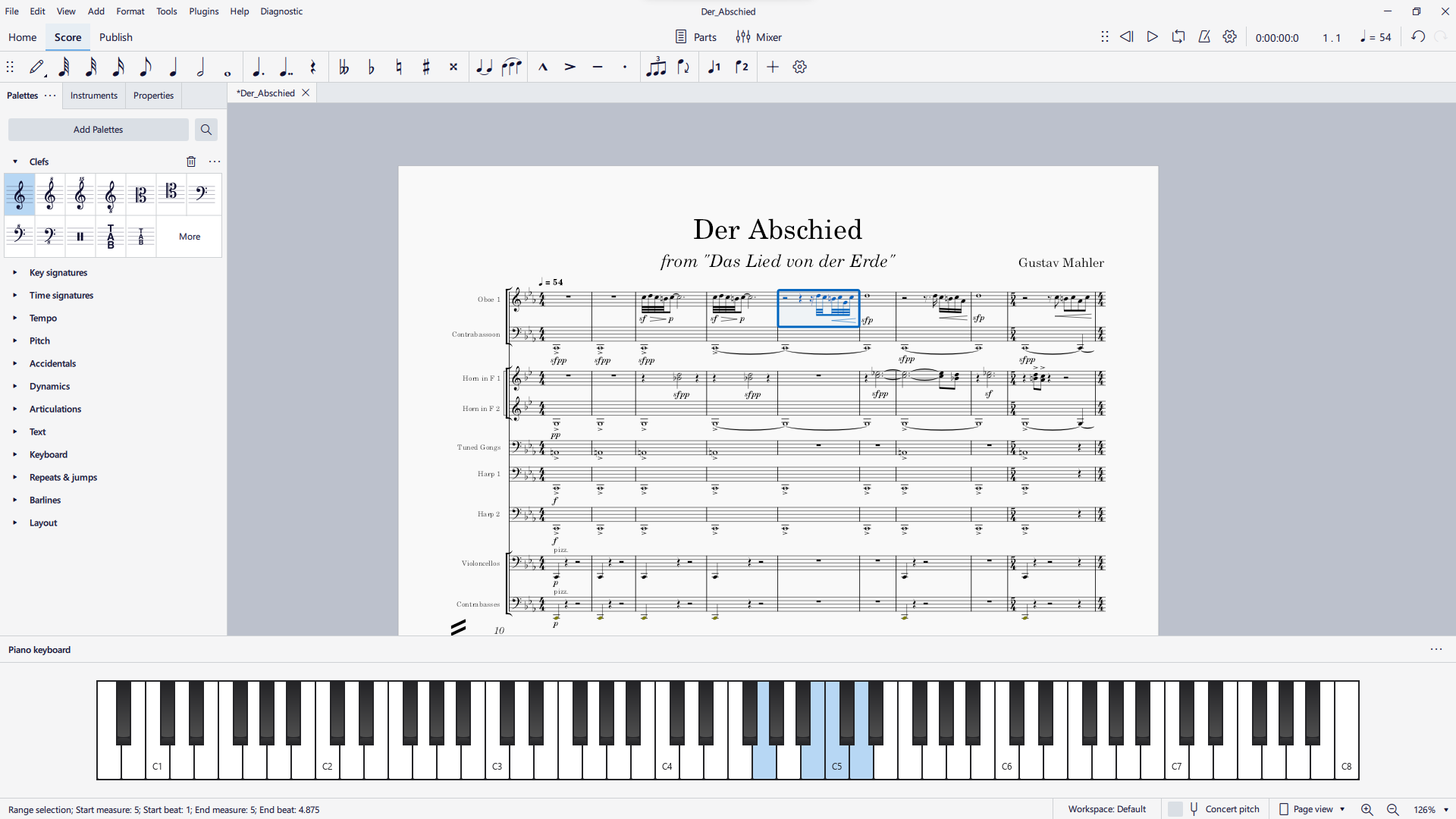
Capture d'écran du logiciel MuseScore montrant la partition éditée et certains des outils disponibles.

Un logiciel d'édition de partitions musicales (ou logiciel de notation) est un logiciel musical permettant de saisir, placer et imprimer des notes de musique à l'aide d'un ordinateur. L'objectif est d'aider à la composition et à l'arrangement, au contraire du séquenceur qui concerne la génération et le traitement acoustiques. C'est donc avant tout un outil visuel dont la fonctionnalité principale est le positionnement et l'apparence des notes.

## Logiciels et domaines d'application
La gamme de programmes pour la notation musicale est vaste. Aujourd'hui, il existe environ 90 logiciels de notation. Un des  logiciels gratuits les plus complets est MuseScore. Parmi les logiciels commerciaux on trouve par Finale, Sibelius et Dorico.

Aperçu dans différents logiciels de notation des mesures 46 et 47 du Prélude en ut dièse mineur de Rachmaninov
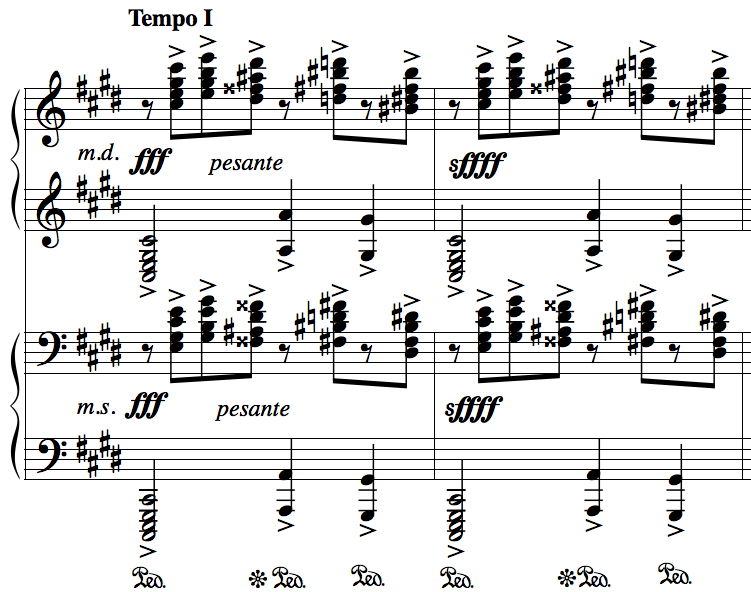
Finale
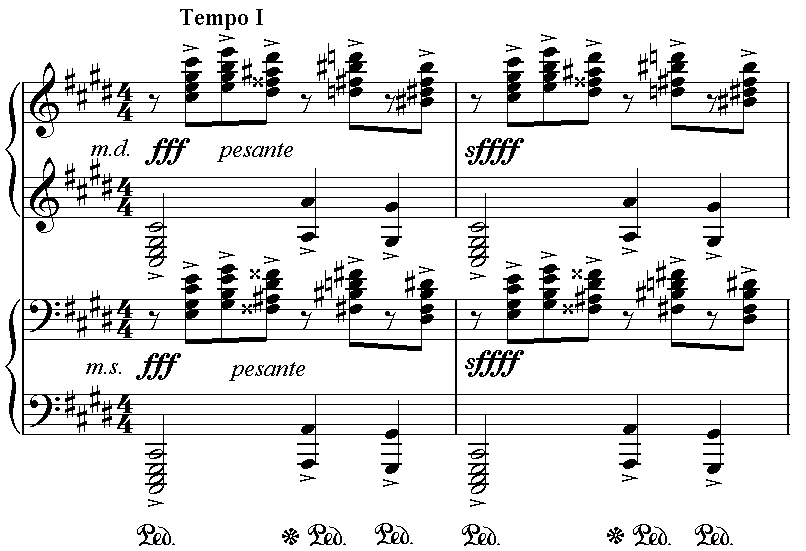
Sibelius
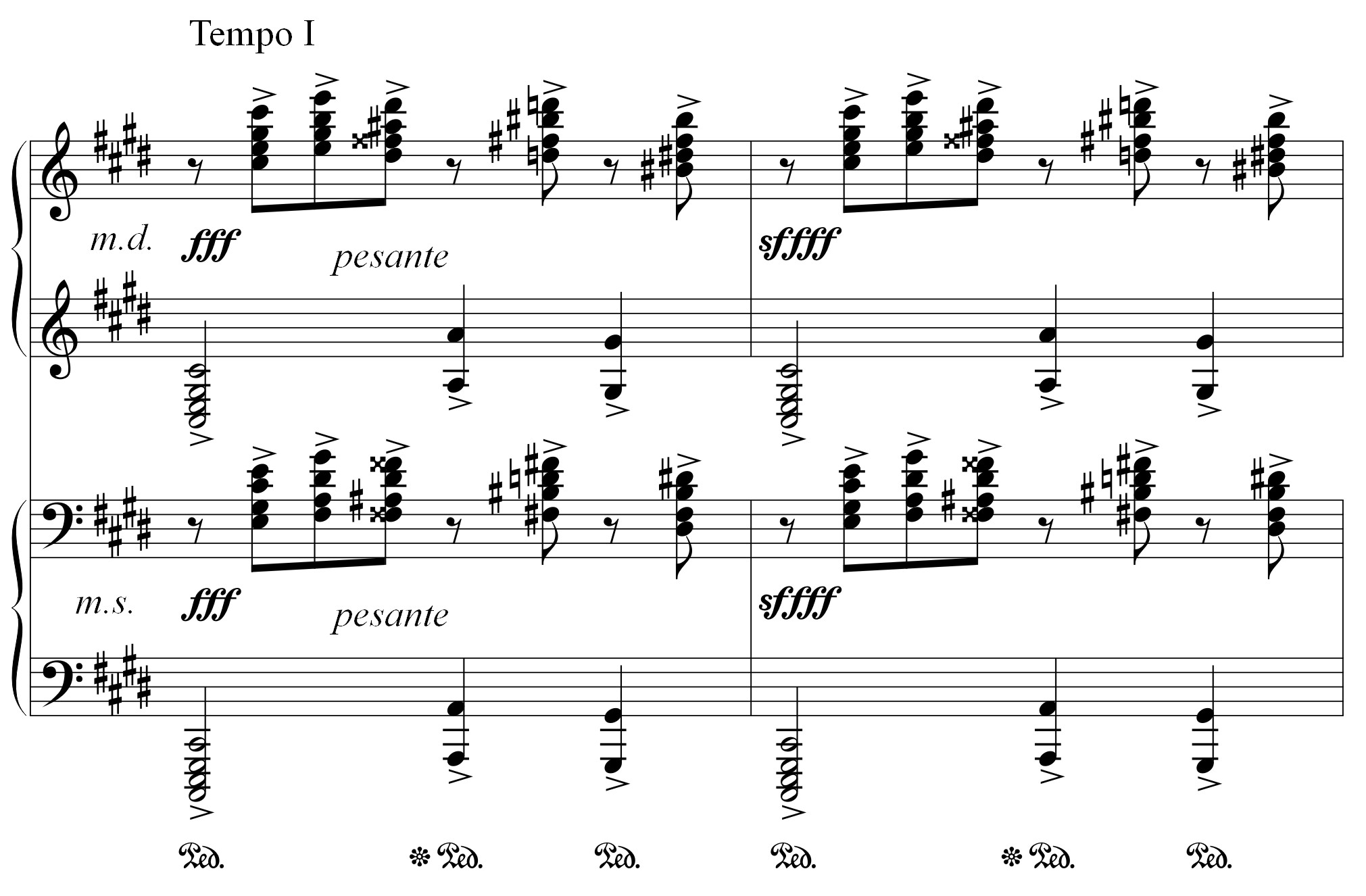
Capella
PriMus
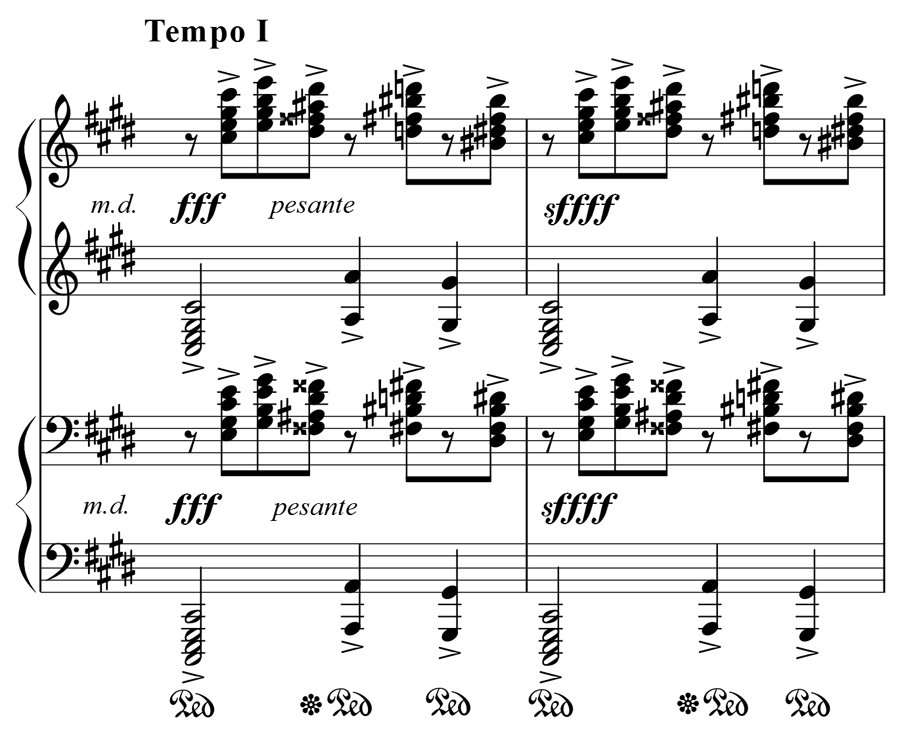
MuseScore[Passage à actualiser]
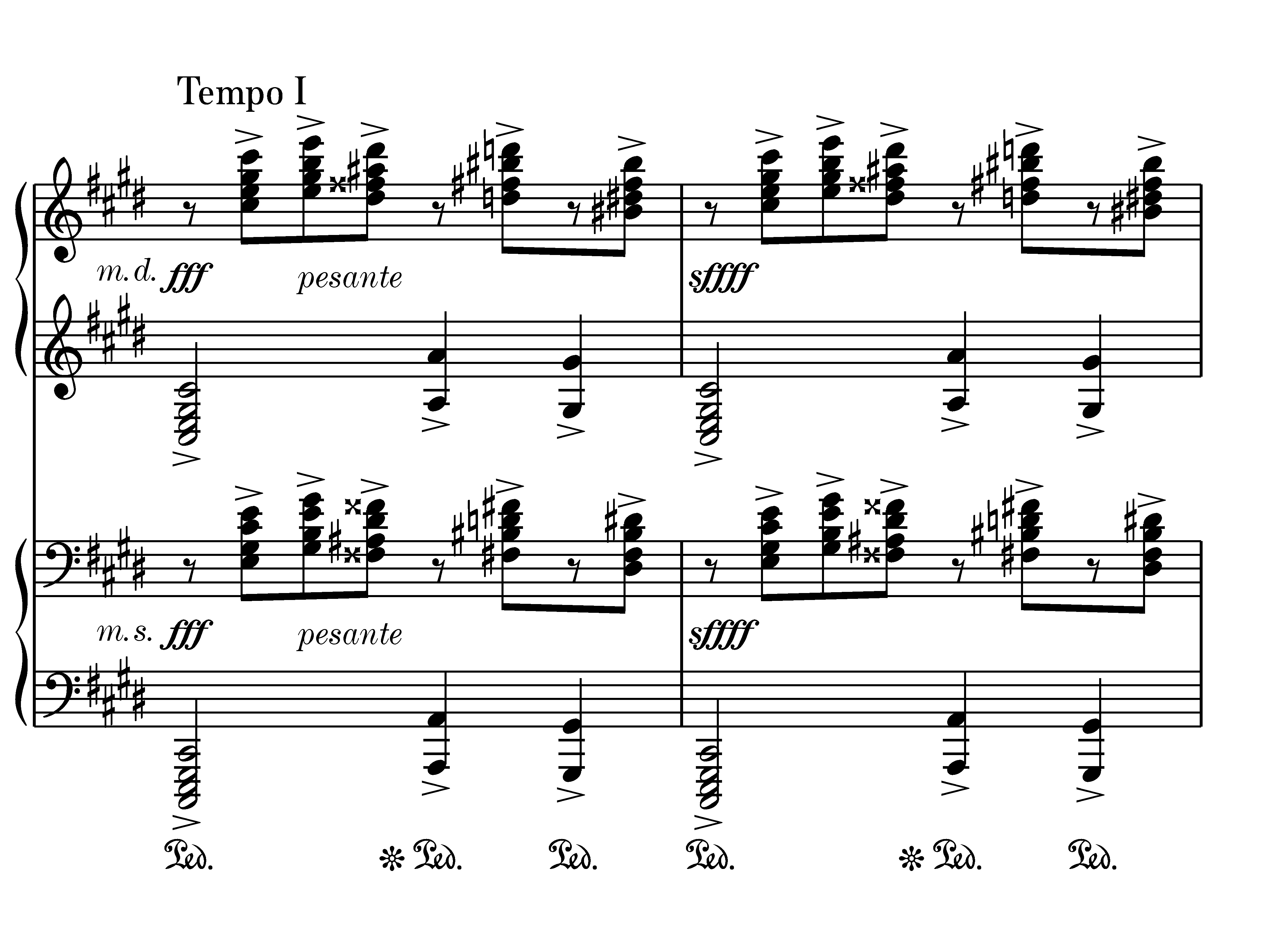
Amadeus
Lilypond
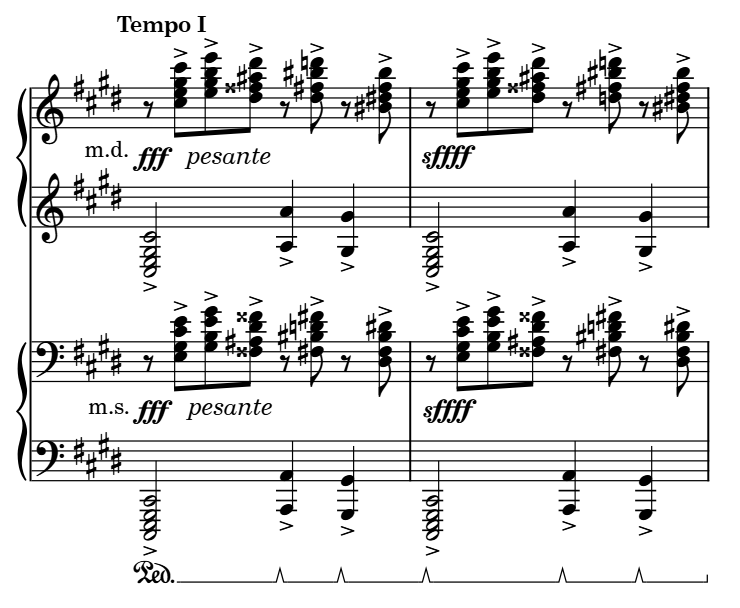
Dorico
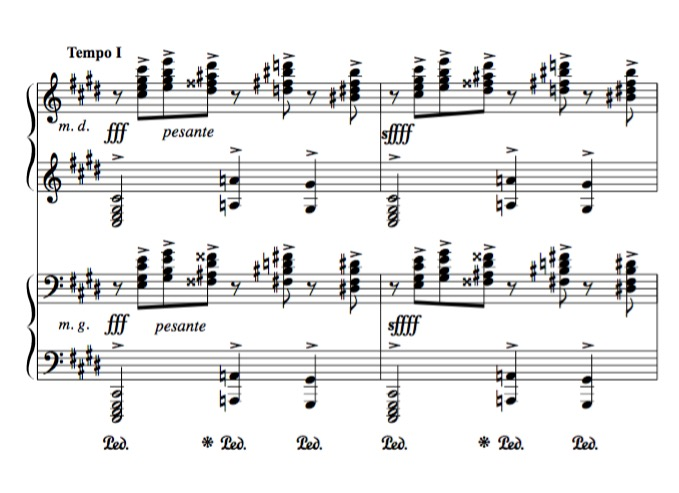
Logic Pro

- Berlioz : édition professionnelle dans le respect des règles de gravure traditionnelles.
- capella notation musicale pour professionnels et amateurs
- Denemo : interface graphique de notation musicale pour GNU LilyPond.
- Encore (en) : éditeur de partitions, édité par GVOX.
- Finale : logiciel professionnel.
- Forte (en) : logiciel intelligent de notation musicale de Lugert Verlag Publishing House.
- Frescobaldi : interface graphique à LilyPond.
- Guitar Pro : nouvelle version comprenant un moteur de reproduction d'instrument très réaliste "RSE", Realistic sound engine.
- Harmony Assistant : logiciel professionnel très complet et abordable.
- LilyPond : logiciel libre de génération de partitions, avec intégration possible dans des documents LaTeX, HTML ou OpenOffice.org.
- MuseScore : un éditeur visuel de partitions, multiplateforme, sous licence GNU GPL.
- MusiXTeX : extension de notation musicale pour LaTeX.
- Notion : éditeur de partitions, édité par Notion Music.
- Overture (en)
- PDFtoMusic : convertit les partitions pdf (générées par un éditeur de partition) en musique.
- Rosegarden : éditeur de partition et séquenceur MIDI sur Linux (logiciel libre).
- Sibelius : édition professionnelle, simulation MIDI, arrangements, transpositions, mise en page.